# Alexandre Ier de Djoulfa
Alexandre Ier de Djoulfa ou Ĵułayec‘i (en arménien Ալեքսանդր Ա Ջուղայեցի ; mort le 22 novembre 1714) est Catholicos de l'Église apostolique arménienne de 1706 à 1714.

## Biographie
Alexandre de Djoulfa est issu de la communauté arménienne d’Iran. Il est évêque de La Nouvelle-Djoulfa près d’Ispahan de 1699 à 1706 avant d’être élu Catholicos comme successeur de Nahapet d'Édesse, après un an de vacance du siège.
Après avoir envoyé dans un premier temps en 1707 une lettre de soumission au pape, le Catholicos Alexandre II entretient des relations conflictuelles avec l’Église catholique. Exaspéré par l’activisme de ses missionnaires, il adresse en 1709 une correspondance au pape Clément XI dans laquelle il vante l’attitude tolérante de « son roi » le Chah de Perse, un «  non chrétien », comparée à celle des catholiques qui considèrent les Arméniens comme des « schismatique et des hérétiques ».
Alexandre Ier meurt à Etchmiadzin le 22 novembre 1714. Il est inhumé près du portail ouest de la cathédrale.

## Source
- (en) Kevork B. Bardakjian, A reference guide to modern Armenian literature 1500-1920, Wayne State University Press, Détroit, 2000, « Aleksandr Julayesti (d.1714) », p. 65-66.